# Општина Северна Косовска Митровица
Општина Северна Косовска Митровица (позната и само као општина Северна Митровица; алб. Komuna e Mitrovicës Veriore) је општина на Косову и Метохији, која функционише у оквиру институција самопроглашене Републике Косово. Обухвата северни део града Косовска Митровица, као и два оближња села. Председник општине је Александар Спирић испред Српске листе.

## Историја
Општина је административно формирана је по Закону о административним границама општина Скупштине Косова, од 20. фебруара 2008. године. Како је локално становништво бојкотовало све локалне изборе које су спроводиле институције Републике Косово, општина није конституисана и нема органе власти (скупштину локалну власт) и њено пуноправно формирање ће бити обављено после Локалних избора на Косову 3. новембра 2013. године. Ова је општина настала по плану Мартија Ахтисарија за децентрализацију на Косову и Метохији и требало је да створи општину са српском етничком већином на подручју општине Косовска Митровица. Општина Северна Митровица не постоји по важећем Закону о територијалној организацији Републике Србије од 27. децембра 2007. године, али је Влада Србије подржала излазак на изборе и формирање ове општине по косовским законима.

## Насеља
Општина обухвата делове следећих насељених места: Косовска Митровица, Горњи Суви До и Доњи Суви До. Ова насеља се налазе на деловима катастарских општина Косовска Митровица и Суви До која су ушла у састав ове општине.

## Демографија
Према званичним процена Агенције за статистику Косова општина има 12.326 становника, од тог броја Албанаца има 867 (7,03%), а Срба и осталих националности 11.459 (92,97%)..
Међународна организација OSCE даје другачију процену броја становника општине, по овој организацији општина има 29.460 становника од тог броја Срба има 22.530 (од тог броја 5.000-7.000 чине интерно расељена лица), Албанаца 4.900, Бошњака 1.000, Горанаца 580, Турака 210, Рома 200 и 40 Ашкалија..